# 野田市立北部中学校
野田市立北部中学校（のだしりつ ほくぶちゅうがっこう）は、千葉県野田市谷津にある公立中学校。通称は「北中」（ほくちゅう）。

## 概要
野田市中央部の北部地区に位置し、千葉県立野田中央高等学校と隣接している。

### 学校教育目標
社会を生き抜くたくましい人間の育成

### 生徒数・学級数
- 生徒数 - 471名（2023年4月7日時点）[2]
  - 1年 - 153名
  - 2年 - 146名
  - 3年 - 172名
- 学級数 - 13学級（2023年4月7日時点）[2]
  - 1年 - 4クラス
  - 2年 - 4クラス
  - 3年 - 5クラス

## 沿革
「沿革」（野田市立北部中学校 公式ホームページ）を参照。
- 1947年5月10日 - 学制により七福村立七福中学校として発足。
- 1950年5月3日 - 町村合併により野田市制施行、野田市立北部中学校と改称
- 1965年10月31日 - 校歌制定
- 1967年
  - 1月1日 - 校旗制定
  - 5月10日 - 創立20周年記念式典挙行
- 1982年
  - 3月25日 - 新校舎竣工
  - 10月8日 - 新校舎落成記念式典
- 1984年10月31日 - 文部省・野田市委員会指定学校同和教育全国公開研究発表会
- 1987年4月1日 - 野田市立岩名中学校開校により分離
- 1996年11月16日 - 創立50周年記念式典挙行
- 2004年10月22日 - 第43回関東甲信越地区中学校技術・家庭科研究大会会場
- 2013年10月25日 - 第52回全国中学校・関東甲信越地区中学校技術・家庭科研究大会会場
- 2015年2月14日 - 「北部おやじの会」設立
- 2016年5月1日 - 公認マスコット「北ブー」誕生

## 通学区
「学校概要」（野田市立北部中学校 公式ホームページ）を参照。
- 谷津
- 吉春
- 蕃昌
- 五木
- 谷吉
- 七光台
- 岩名
- 船形
- 日の出町
- 春日町
- 五木新町
- 尾崎台
- 清水公園東
- 光葉町

## 主な行事
- 4月 - 始業式・入学式
- 6月 - 修学旅行
- 9月 - 体育祭
- 10月 - 前期終業式・後期始業式・北光祭（文化祭）
- 11月 - 職場体験（2年）・校外学習（1年）
- 1月 - 校内席書会
- 2月 - スキースクール（2年）
- 3月 - 3年生を送る会・卒業式・修了式

## 部活動

### 運動部
- 陸上部
- 野球部
- ソフトボール部
- サッカー部
- ソフトテニス部
- バレーボール部
- 卓球部
- 剣道部
- バスケットボール部

### 文化部
- 吹奏楽部
- 理科部
- 美術部

## アクセス
- 東武野田線（東武アーバンパークライン）七光台駅より 徒歩10分[4]